# 丸藤葡萄酒工業
丸藤葡萄酒工業（まるふじぶどうしゅこうぎょう、英称:Marufuji Winery Co.,Ltd）は、山梨県甲州市勝沼町藤井にあるワインメーカー。

## 概要
1877年（明治10年）、大村忠兵衛が「大日本山梨葡萄酒」を設立したことに始まる。1882年（明治15年）、二代目大村治作が葡萄酒の醸造を始めた。1957年（昭和32年）、「ルバイヤート」の商品名でワインの製造・販売を始めた。その後、ワイナリー見学者のために、売店やテイスティングなど、見学・試飲・販売部門を設けた。1998年（平成10年）、ブドウ栽培の契約農家が2ヘクタールになる。2017年（平成29年）、現在、四代目大村春夫が会社を継承している。

## 沿革
- 1877年（明治10年） - 創業者の大村忠兵衛が、「大日本山梨葡萄酒（メルシャンの前身）」設立時の出資者の一人に名を連ねた。
- 1882年（明治15年） - 初代・大村治作が葡萄酒醸造を開始。
- 1890年（明治23年） - 葡萄酒醸造免許取得。その後、二代目・大村澄蔵、三代目・大村忠雄へ継承。
- 1949年（昭和24年） - 法人組織に改組。
- 1957年（昭和32年） - 商標名を「ルバイヤート」とする。
- 1973年（昭和48年） - 低温貯蔵庫完成。
- 1980年（昭和55年） - 地下貯蔵庫完成。
- 1981年（昭和56年） - ヴィンテージルバイヤートワイン発売開始。
- 1988年（昭和63年） - 売店、利き酒コーナー設置。
- 1989年（平成元年） - 「蔵コン」ワイナリーコンサート開始。
- 1995年（平成7年） - 樽貯蔵庫、ギャラリー開設。
- 1998年（平成10年） - 契約栽培を塩尻市に2ヘクタール結ぶ。
- 2009年（平成21年） - シャパン方式によるスパークリングワイン「エチュードルバイヤート」発売開始。
- 2014年（平成26年） - 美しい県土づくり大賞「おしゃれな広告物賞」受賞。
- 2015年（平成27年） - 貯蔵庫「紅葉蔵」が完成。東京都新宿区若宮町に「神楽坂ルバイヤート」オープン。
- 2017年（平成29年） - 新社屋（事務所・売店・ゲストルーム）完成。新社屋が「平成29年度 山梨県建築文化奨励賞」受賞[1]。

## 利用情報
- 見学・試飲・販売
  - 営業時間 - 午前9時-午後4時30分、無休（但し 年末年始を除く、1月-3月の土日祝はショップのみ営業）
- ワイナリー見学（無料）
  - 場内案内 - 午前10時30分、午後2時の2回（所要時間15分）
  - テイスティング - 通常（無料）、土・日・ハイシーズン（有料あり）
  - ショップ - 商品購入・テイスティング可能
- 「蔵コン」
  - 開催時期 - 毎年4月開催
  - 第一部 - ワイナリー前庭とぶどう畑でのワインパーティー
  - 第二部 - 地下貯蔵庫でのコンサート
- 駐車場 - 乗用車15台
- 団体来場 - 10名以上の場合事前連絡が必要

## 店舗情報
神楽坂ルバイヤート - Gallery・Drink・Food
- 店舗住所 - 東京都新宿区若宮町10番地7号
- 営業時間 - 月曜 - 金曜日/午後5時30分 - 午後11時30分、土曜日/午後5時 - 午後11時、日・祝/定休
- 交通アクセス
  - JR総武線 - 飯田橋駅より徒歩7分、
  - 東京メトロ有楽町線・東京メトロ南北線 - 飯田橋駅より徒歩5分、東京メトロ東西線 - 神楽坂駅より徒歩6分
  - 都営地下鉄大江戸線 - 牛込神楽坂駅より徒歩3分

## 受賞歴
「日本ワイナリーアワード（Japan Winery Award）」
- 「第1回 日本ワイナリーアワード 2018」 - 五つ星獲得[1][3]
- 「第2回 日本ワイナリーアワード 2019」 - 五つ星獲得[4]
- 「第3回 日本ワイナリーアワード 2020」 - 五つ星獲得[5]
- 「第4回 日本ワイナリーアワード 2021」 - 五つ星獲得[6]
- 「第5回 日本ワイナリーアワード 2022」 - 五つ星獲得[7]
- 「第6回 日本ワイナリーアワード 2023」 - 五つ星獲得[8]

「日本ワインコンクール（Japan Wine Competition）」
- 第3回 2005年（平成17年）金賞受賞[10]
  - 甲州・辛口、カテゴリー賞「2004 ルバイヤート 甲州 シュールリー」
- 第4回 2006年（平成18年）金賞受賞[11]
  - 欧州系・赤「2003 ドメーヌルバイヤート」
- 第10回 2012年（平成24年）金賞受賞[12]
  - 欧州系・赤「2010 ルバイヤート メルロー プレスティージュ」
  - 甲州・辛口「2011 ルバイヤート 甲州 シュールリー」
- 第12回 2014年（平成26年）金賞受賞[13]
  - スパークリングワイン「2012 エチュードルバイヤート」
- 第13回 2015年（平成27年）金賞受賞[14]
  - 欧州系・赤、部門最高賞「2012 ルバイヤート プティヴェルド」
- 第14回 2016年（平成28年）金賞受賞[15]
  - 欧州系・赤「2013 ルバイヤート プティヴェルド」
  - 欧州系・白「2014 ルバイヤート シャルドネ 「旧屋敷収穫」」
- 第15回 2017年（平成29年）金賞受賞[16]
  - 欧州系・赤「2014 ルバイヤートプティヴェルド」
  - 欧州系・白「2015 ルバイヤートシャルドネ 旧屋敷収穫」
  - 国内改良・赤「2015 ルバイヤートマスカットベーリーＡ 樽貯蔵 バレルセレクト」
  - スパークリングワイン「2015 エチュードルバイヤート」
- 第17回 2019年（令和元年）金賞受賞[17]
  - 欧州系品種・白「2017 ルバイヤートシャルドネ 旧屋敷収穫」

## ぶどう畑（自社管理）
- 旧屋敷（ふるやしき 21.3エーカー）垣根、ライヤー - シャルドネ、ソーヴィニヨン・ブラン
- 連柳入口（れんりゅういりぐち 4.2エーカー）棚、新短梢 - ソーヴィニヨン・ブラン
- 滝の前（たきのまえ 15.3エーカー）垣根、平垣根 - メルロー、プティ・ヴェルド
- 蜂の城（はちのじょう 8.5エーカー）棚、新短梢 - メルロー
- 試験園（しけんえん 17.6エーカー）棚、新短梢 - ソーヴィニヨン・ブラン、メルロー、プティ・ヴェルド
- 連柳下（れんりゅうした 2.9エーカー）棚、新短梢 - プティ・ヴェルド
- 連柳奥（れんりゅうおく 6.5エーカー）棚、新短梢 - メルロー
- 北畑（きたばたけ 16.1エーカー）垣根、ライヤー - カベルネ・ソーヴィニヨン、プティ・ヴェルド
- 宮の下（みやのした 23.0エーカー）棚、長梢 - 甲州
- 小泉（こいずみ 21.0エーカー）棚、長梢、新短梢 - 甲州
- 彩果（あやか 7.2エーカー）垣根、ライヤー - プティ・ヴェルド、カベルネ・ソーヴィニヨン
- 大棚（おおだな 23.9エーカー）棚、長梢 - 甲州

旧屋敷ぶどう畑のシャルドネの収穫 - 2019年9月7日撮影
- 旧屋敷のシャルドネ レインカット仕立て
- 同左、シャルドネの収穫作業
- 同左、垣根に生っているシャルドネ
- 同左、収穫されたシャルドネ
- 大棚ぶどう畑に生っている甲州

## ギャラリー
- 旧醸造蔵（2019年9月7日撮影）
- 事務所・売店（2017年11月7日撮影）
- 同左、内部（2017年11月7日撮影）
- 2019年度の各種受賞賞状（2019年9月7日撮影）
- 同左、受賞ワイン（2019年9月7日撮影）

- ワイナリー工場
- 樽熟成室（2017年11月7日撮影）
- 樽詰め作業の様子（2017年11月7日撮影）
- 「第65回甲州市かつぬまぶどうまつり」での試飲・販売ブース（2018年10月6日撮影）
- 日比谷公園「2018山梨ヌーボーまつり」の試飲・販売ブース（2018年11月3日撮影）

## 交通アクセス
- 鉄道 - JR中央線 勝沼ぶどう郷駅よりタクシー利用約10分、塩山駅よりタクシー利用約15分
- 路線バス - 勝沼ぶどう郷駅で勝沼地域市民バス（ぶどうコース）に乗車、釈迦堂入口停留所（15分）より徒歩約2分、塩山駅（南口）で勝沼地域市民バス（ぶどうコース）に乗車、釈迦堂入口停留所（30分）より徒歩約3分
- 高速バス - 中央高速道路（京王バス、富士急バス、山梨交通 「新宿⇔甲府線」利用）中央道釈迦堂（ 釈迦堂パーキングエリア）停留所より徒歩約15分、勝沼インターチェンジ 勝沼バス停留所より徒歩約35分
- 乗用車 - 中央高速道路 勝沼インターチェンジより約5分